# Warsaw-Beijing Forum: Youth for business

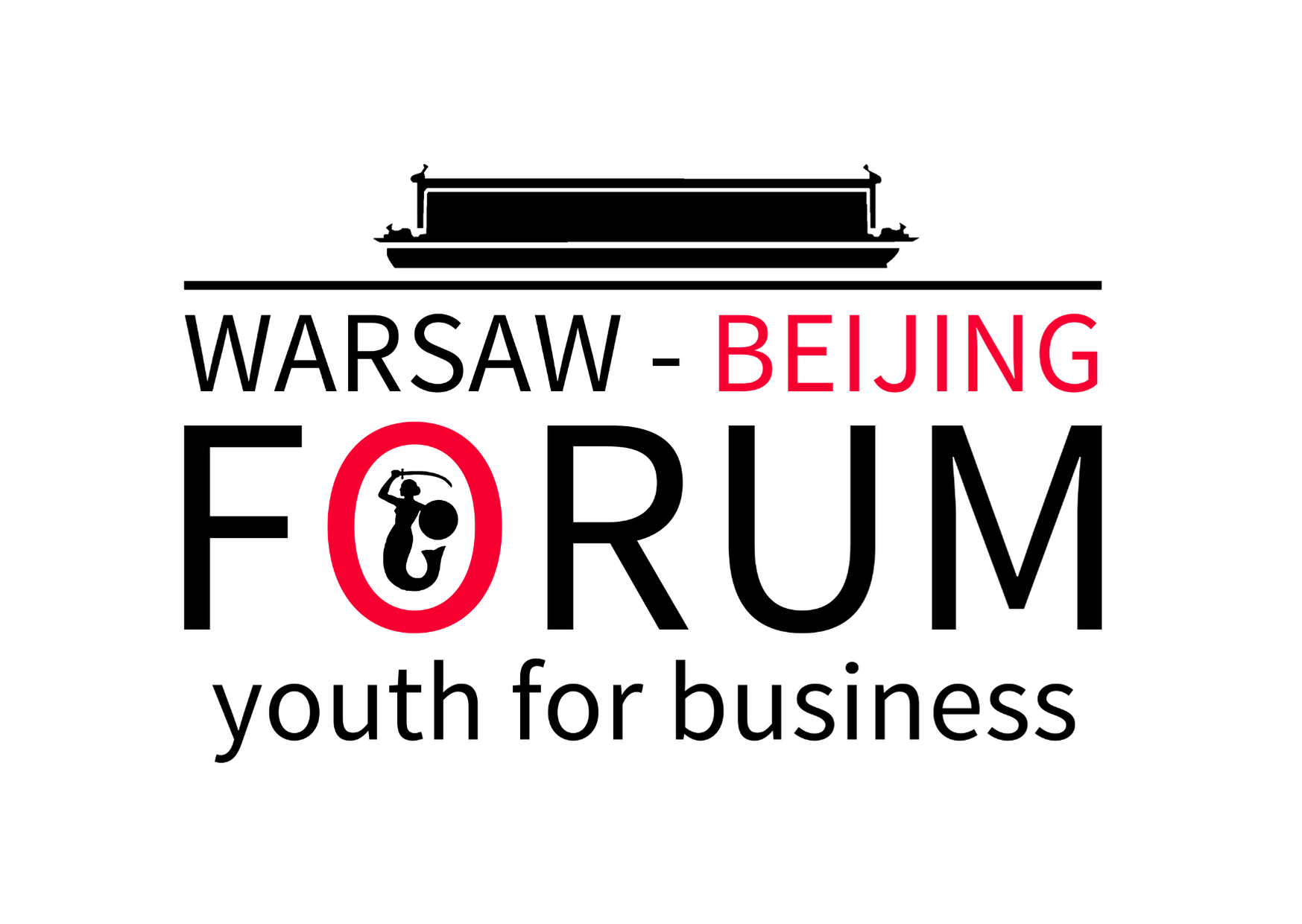
Logo projektu

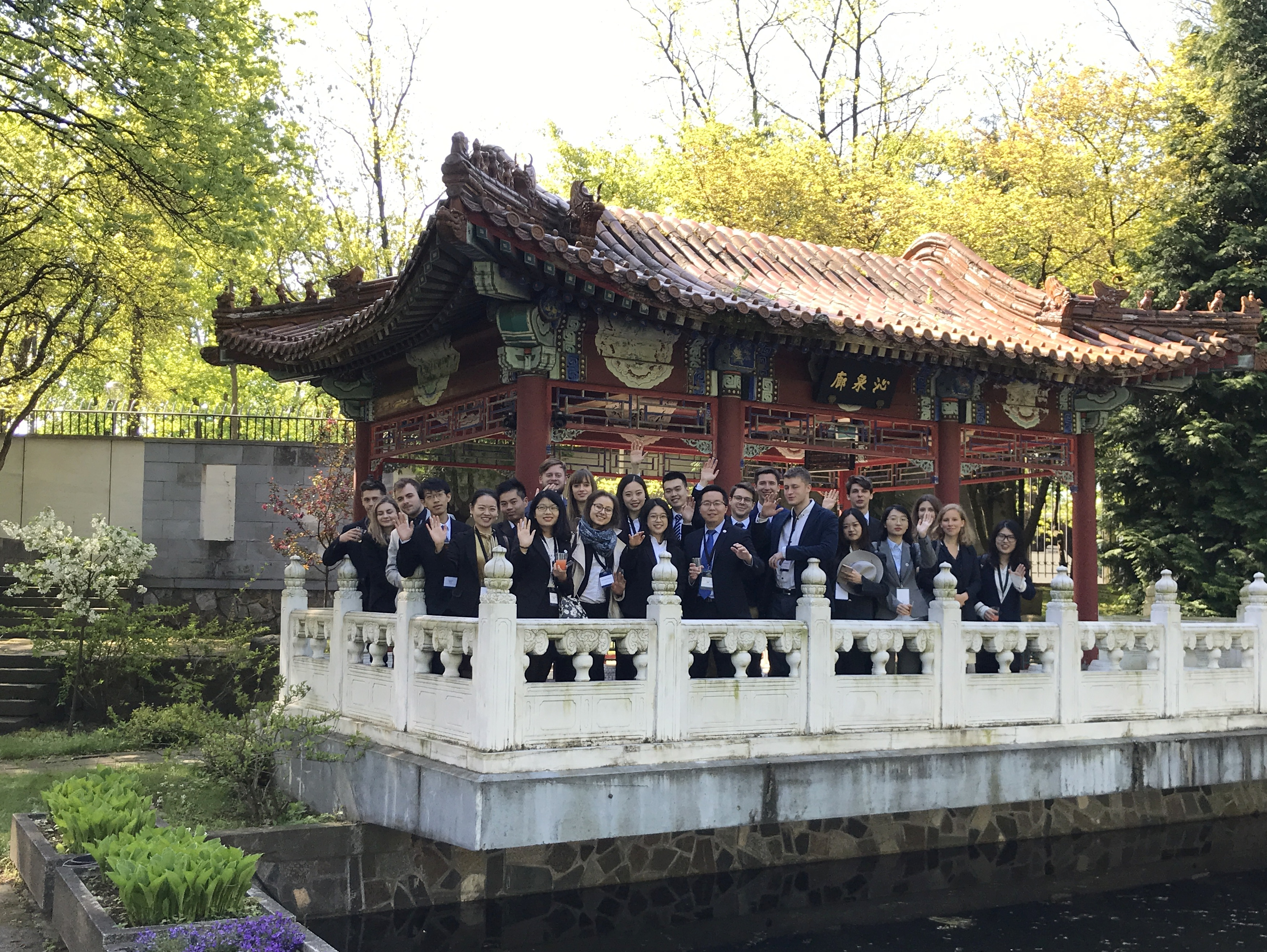
Członkowie V Edycji projektu Warsaw-Beijing Forum podczas odwiedzin Ambasady Chińskiej

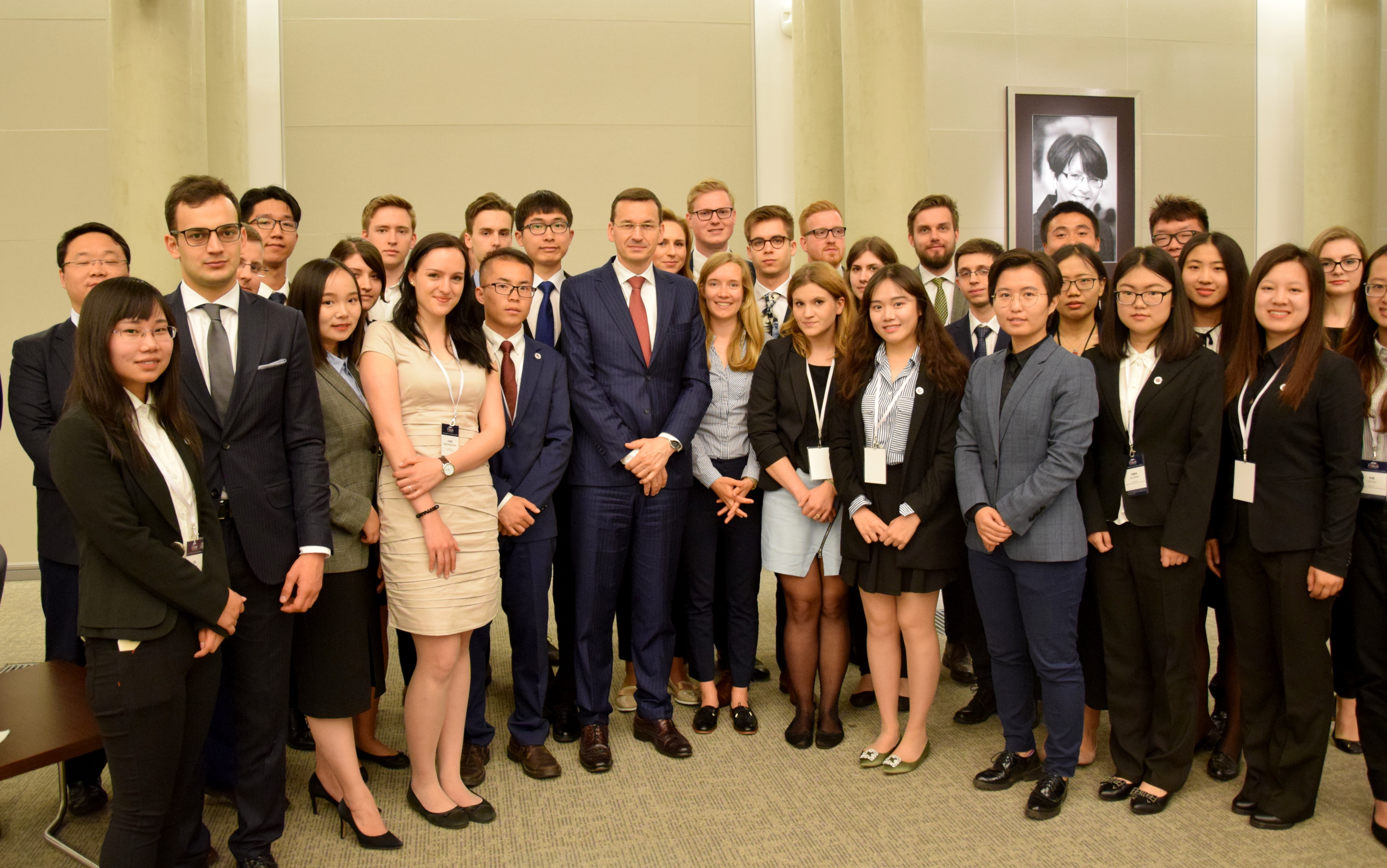
Członkowie IV Edycji projektu Warsaw-Beijing Forum z premierem Mateuszem Morawieckim

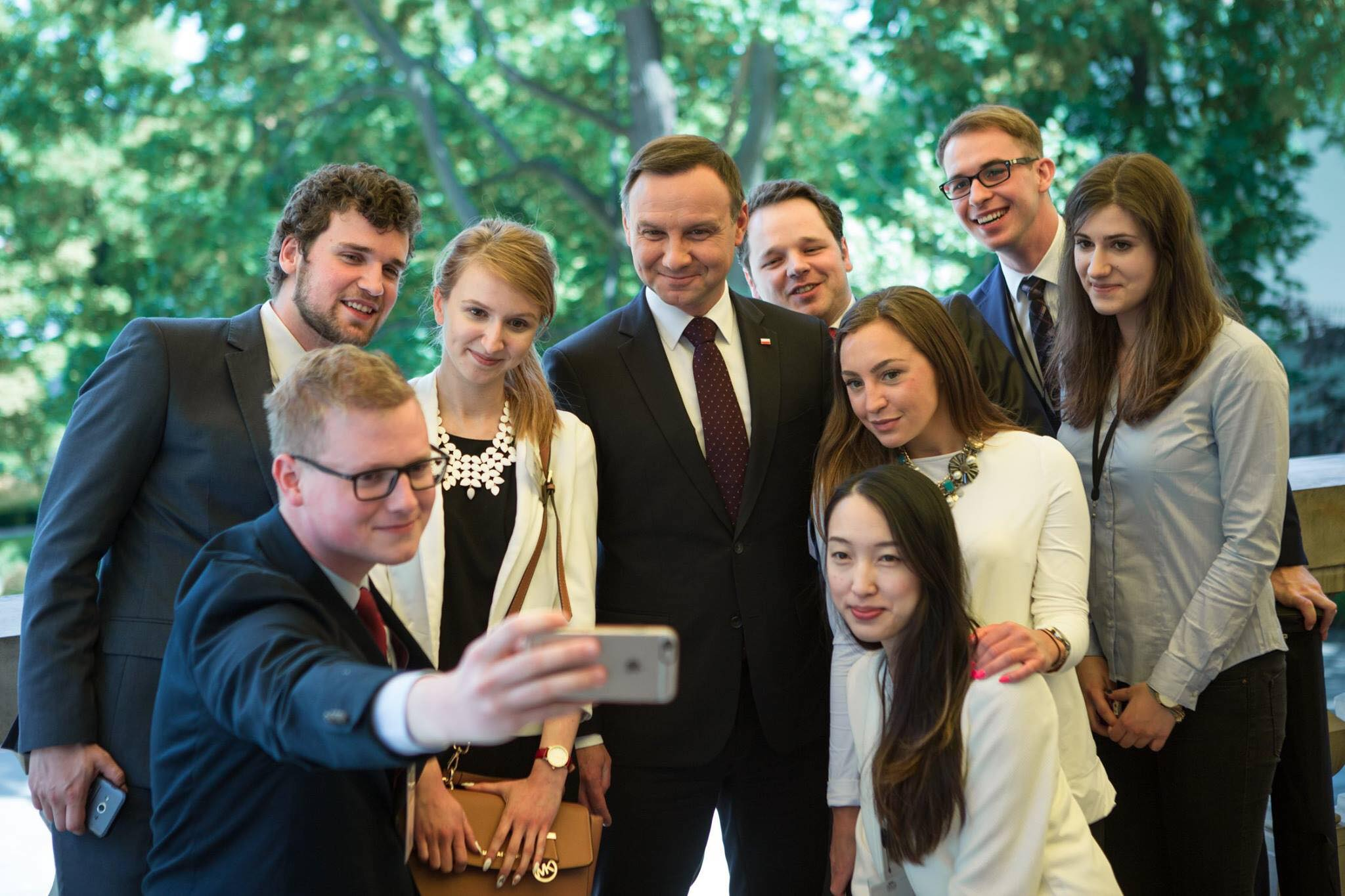
Członkowie III Edycji projektu Warsaw-Beijing Forum z prezydentem Andrzejem Dudą

Warsaw-Beijing Forum: Youth for business – sztandarowy projekt Koła Naukowego Prawa i Gospodarki Chin, działającego przy Wydziale Prawa i Administracji Uniwersytetu Warszawskiego. Każda kolejna edycja projektu jest opatrzona motywem przewodnim nawiązującym do aktualnych trendów panujących w świecie biznesu. Przez cały rok organizowane są konferencje, wykłady otwarte oraz warsztaty, które przygotowują uczestników do kulminacyjnego punktu przedsięwzięcia. Dzieli się on na część warszawską oraz pekińską. Wiosną studenci z China University of Political Science and Law przyjeżdżają do Polski. Analogiczna wizyta odbywa się na jesień w Chinach. W trakcie spotkań poszczególnych części projektu uczestnicy biorą udział w serii wykładów oraz warsztatów, umożliwiających zdobycie wiedzy z różnych dziedzin prawa, gospodarki, ekonomii oraz kultury. Spotkania prowadzone przez zagranicznych gości nadają międzynarodowy i wielokulturowy charakter. Kolejną rolą projektu jest umożliwienie polskim studentom poznania bogactwa kulturowego Państwa Środka.

## Idea projektu
Projekt powstał w 2014 roku jako odpowiedź na wzrost znaczenia gospodarki chińskiej we współczesnym świecie. Celem projektu jest stworzenie forum, poprzez które zostanie nawiązany dialog, współpraca oraz wymiana idei i doświadczeń pomiędzy studentami z Pekinu i Warszawy. Opiera się on na trzech płaszczyznach. działalności.
Płaszczyzny działalności:
- Płaszczyzna biznesowa: co roku Warsaw-Beijing Forum współpracuje z wieloma partnerami (kancelarie prawne, korporacje) organizując spotkania i wykłady merytoryczne poświęcone zagadnieniom z zakresu prawa, gospodarki i relacji polsko-chińskich. Spotkania z międzynarodowym gronem przedsiębiorców, polityków oraz ekspertów poszerzają wiedzę członków projektu z różnych dziedzin i umożliwiają zdobywanie cennego doświadczenia na rynku pracy.
- Płaszczyzna akademicka: podstawą merytorycznej części projektu jest współpraca Uniwersytetu Warszawskiego z China University of Political Science and Law w ramach tej kooperacji powstają liczne możliwości organizowania wykładów, prowadzonych przez specjalistów oraz naukowców. Warsaw-Beijing Forum współpracuje także z Polskim Centrum Badań Prawa i Gospodarki Chin w celu pogłębienia wiedzy o systemie prawnym i gospodarczym Państwa Środka.
- Płaszczyzna kulturowa: projekt promuje polską kulturę, popularyzuje historię kraju i rozpowszechnia wiedzę o jego tradycjach. Podczas pobytu w Warszawie, chińscy studenci biorą udział w licznych wydarzeniach kulturowych. Natomiast podczas wyjazdu polskich studentów do Pekinu, podkreśla się różnorodność kulturową Chin, łączące się z nią tradycje i obyczaje, podejmuje się próbę zrozumienia społeczeństwa opartego na konfucjańskich fundamentach.

## Historia

### I edycja – 2014
Spotkano się z Tadeuszem Chomickim, ambasadorem Rzeczypospolitej Polskiej w Pekinie; Darią Lipińską-Nałęcz, minister nauki i szkolnictwa wyższego; Michałem Jezioro, prezesem KGHM Shanghai.
Deloitte, DLA Piper, HSBC, HeJun i LONGAN, Polski Instytut Stosunków Międzynarodowych oraz Fundacja im. Kazimierza Pułaskiego zorganizowali serie spotkań i warsztatów. Dotyczyły one specyfiki oraz kompetencji w polsko-chińskich relacjach biznesowych, szczególnie na płaszczyźnie kulturowej i ekonomicznej. Sukces pierwszej edycji stał się motorem do dalszego rozwoju projektu

### II edycja – 2015
Część warszawska: drugą edycję projektu otworzyła konferencja z udziałem Prezydent Miasta Warszawy prof. Hanny Gronkiewicz-Waltz i prof. Bogdana Góralczyka, którzy w swoich wystąpieniach podkreślali możliwości, jakie daje studentom rozwój stosunków między Polską a Chinami. Wzięto udział w wielu wydarzeniach dotyczących relacji biznesowych i kultury chińskiej. Eksperci Deloitte, Miller Canfield czy Huicheng Law Firm przedstawili rozwiązania różnych case studies.
Część pekińska: udano się na spotkanie z Michałem Jezioro, prezesem KGHM Shanghai. Poszerzano wiedzę o sektorach chińskiej gospodarki.

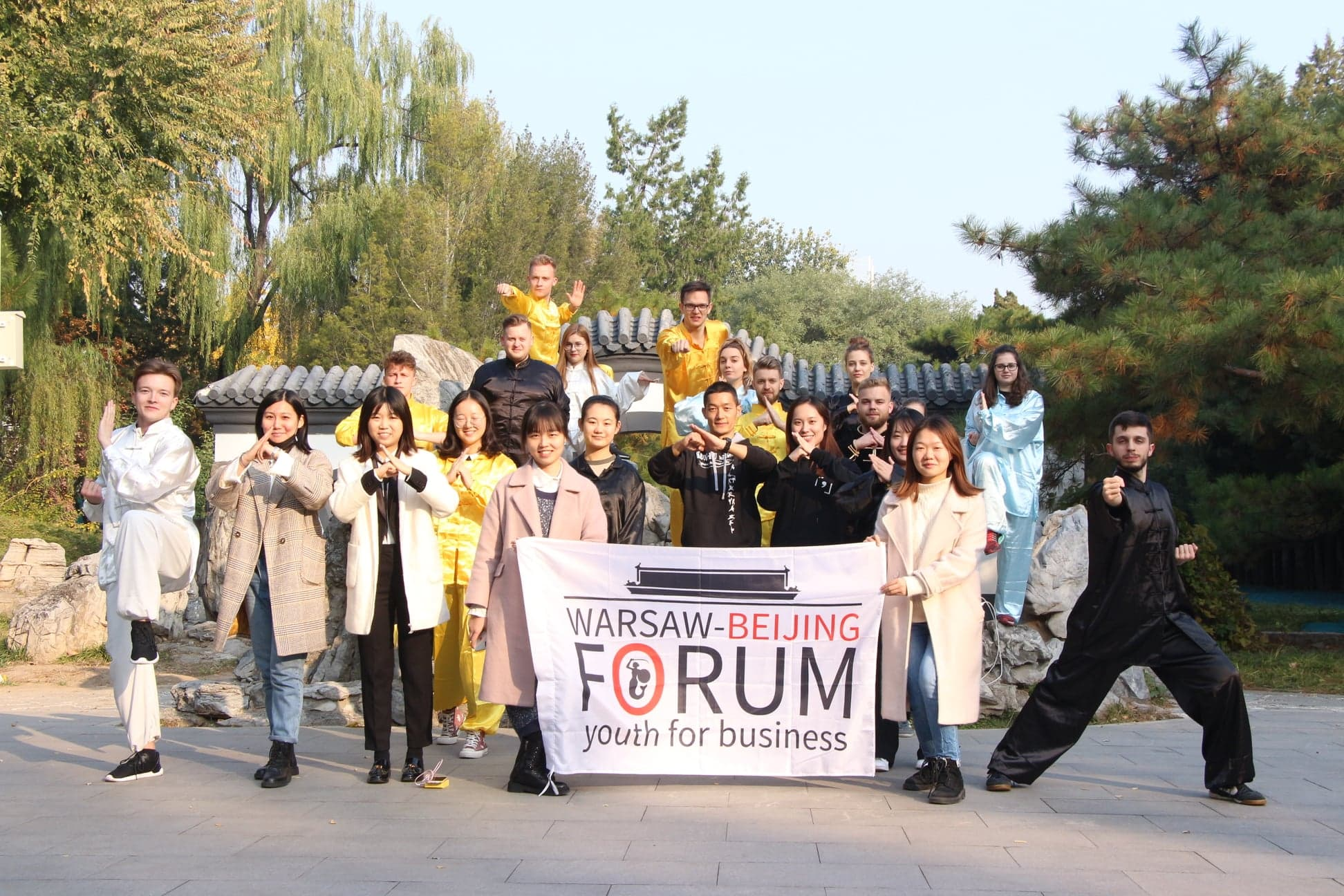
Lekcja Kung-Fu w Pekinie podczas VI Edycji projektu

### III edycja – 2016
Trzecia edycja projektu odbyła się pod hasłem „The Eurasian Dream”.
Część warszawska: uczestniczono w spotkaniu z Andrzejem Dudą, Prezydentem Rzeczypospolitej Polskiej, gdzie podkreślano, jak ważna jest współpraca pomiędzy Państwem Środka a Polską. Poszerzono wiedzę na temat kultury Chin, polsko-chińskiej współpracy gospodarczej i wpływu gospodarki chińskiej na Polskę oraz pozostałe państwa członkowskie Unii Europejskiej. Przeprowadzono wydarzenia z ekspertami Narodowego Banku Polskiego, DLA Piper, KONE.
Część pekińska: odwiedzono Ambasadę Rzeczypospolitej Polskiej w Chińskiej Republice Ludowej w Pekinie, Najwyższy Sąd Ludowy Chińskiej Republiki Ludowej i siedzibę Huawei Technology. W jej trakcie uczestnicy odbyli spotkanie z Prezydentem Rzeczypospolitej Polskiej, Andrzejem Dudą, który podkreślał, jak ważna jest współpraca pomiędzy Państwem Środka a Polską.

### IV edycja – 2017
Hasłem IV Edycji projektu było „Common Ambition”. Tematyka miała podkreślić chęć studentów do wzmocnienia relacji chińsko-polskich oraz zrozumienia bieżących wydarzeń o obu państwach.
Część warszawska: spotkano się z Mateuszem Morawieckim, prezesem Rady Ministrów Rzeczypospolitej Polski, który jako ekonomista rozmawiał z członkami o bieżących doniesieniach ze świata biznesu. Zapoznano się z teoretycznymi i proceduralnymi aspektami polskiego i europejskiego prawa poprzez spotkanie z Januszem Piechocińskim oraz wizycie w Sądzie Najwyższym. Odwiedzono polskie zakłady przetwórstwa jabłek w Grójcu, będące ważnym miejscem dla kontaktów handlowych z Chinami.
Część pekińska: wzięto udział w wielu warsztatach, wykładach i spotkaniach w Pekinie oraz Szanghaju. Po raz pierwszy delegacja polska udała się do Chengdu, gdzie złożyli wizytę w Polskim Konsulacie Generalnym.

### V edycja – 2018
V Edycja Projektu przebiegała pod hasłem „Five Steps. One Horizon” i skupiła się wokół tematyki handlu, funkcjonowania przedsiębiorstw oraz regulacji prawnych obowiązujących w Unii Europejskiej.
Część warszawska: na ceremonii otwarcia wystąpił Tadeusz Chomicki, ambasador Polski w Chińskiej Republice Ludowej. Organizowane wydarzenia w kooperacji z PwC, Linklaters, SDZLegal Schindhelm dotyczyły specyfiki pracy z chińskimi przedsiębiorcami, a także poznania ich oczekiwań i prognoz dotyczących ekonomicznej przyszłości. Tematyka handlu pomiędzy Państwem Środka a Polską została pogłębiona dzięki w Ambasadzie Chińskiej Republiki Ludowej oraz ICBC.
Część pekińska: odwiedzono Ambasadę Rzeczypospolitej Polskiej w Pekinie, siedzibę kancelarii Dentons, KING & WOOD MALLESONS oraz w Najwyższy Sąd Ludowy. Odbył się cykl warsztatów w Hongkongu w siedzibach kancelarii CMS oraz Clifford Chance.

### VI edycja – 2019
W świetle hasła szóstej edycji Warsaw-Beijing Forum – „Intelligence Approaching Business” – działalność projektu skupiła się wokół sztucznej inteligencji i nowych rozwiązań technologicznych wykorzystywanych w biznesie. Omawiano wpływ technologii na rozwój gospodarczy i wielopłaszczyznowe relacje polsko-chińskie przy uwzględnieniu związanych z tymi zagadnieniami aspektami prawnymi.
Część warszawska: podczas warsztatów zorganizowanych przez JGBS Biernat&Partners oraz SDZ Legal Schindhelm dowiedziano się jak zawierać umowy z chińskimi przedsiębiorcami. Wzięto również udział w wykładach prowadzonych przez prawników z kancelarii: Clifford Chance, DLA Piper, Bird&Bird, CMS oraz Linklaters. Przy współpracy z Accenture zorganizowano spotkanie otwarte dotyczące rozwoju sztucznej inteligencji w Chinach z europejskiej perspektywy. Chińscy uczestnicy forum zwiedzili również Warszawę oraz wzięli udział w lekcji języka polskiego.
Część pekińska: odwiedzono pierwszy na świecie Sąd Internetowy, Najwyższą Prokuraturę Ludową oraz Minsheng Bank, w którym poruszono również kwestie chińskiej sztuki. Udano się na serię warsztatów w Dentons. Wysłuchano wykładów na temat jazdy autonomicznej oraz inicjatywy „Jeden pas i jedna droga”. W Szanghaju wzięto udział w wydarzeniu kancelarii Bird&Bird o sądach internetowych.

## Nagrody i osiągnięcia
- 2017 – Projekt Warsaw-Beijing Forum otrzymał grant programu „Wspieramy Rozwój” organizowanego przez Cedrob S.A. Dzięki temu wyróżnieniu studenci byli w stanie rozpocząć prace nad kompendium dla polskich przedsiębiorstw rozważających eksport produktów do Chin.
- 2017 – Projekt Warsaw-Beijing Forum otrzymał grant Ministerstwa Nauki i Szkolnictwa Wyższego, z którego zorganizowano I Ogólnopolską Studencko-Doktorancką Konferencję Naukową „Prawnopodatkowe aspekty wymiany handlowej między Polską a Chinami”.